# Jytte Hansen
Jytte Solveig Hansen (Odense, 25 luglio 1932 – 26 novembre 2015) è stata una nuotatrice danese.
Specializzata nella rana, ha partecipato ai Giochi di Londra 1948, di Helsinki 1952 e di Melbourne 1956, gareggiando nei 200m rana.
Ai Campionati europei del 1954, ha vinto 1 argento nella Staffetta 200m rana.